# Загора (Львовская область)
Загора (укр. Загора) — село в Поморянской поселковой общине Золочевского района Львовской области Украины.
Население по переписи 2001 года составляло 20 человек. Занимает площадь 0,318 км². Почтовый индекс — 80761. Телефонный код — 3265.